# Philippe Thiébaut
Philippe Thiébaut est un historien de l'art français, conservateur général honoraire du patrimoine, spécialiste de l'art nouveau.

## Carrière
Après des études d'histoire et d'histoire de l'art, Philippe Thiébaut est reçu au concours des conservateurs des musées nationaux en 1977. Nommé en 1980 au musée d'Orsay, alors en préfiguration, il est chargé de la constitution des collections Art nouveau.
En 2013, il quitte le musée d'Orsay pour l'Institut national d'histoire de l'art, en qualité de conseiller scientifique du domaine "Arts décoratifs, design et culture matérielle". Il lance un programme de recherche sur la revue La Vie parisienne(1863-1914), anime de 2014 à 2016 un séminaire sur la mode masculine (1820-1970) et organise les colloques Pour une histoire culturelle du décorateur (XVIIIe-XXe) (octobre 2016) et Nouveaux regards sur la haute couture parisienne de 1850 à nos jours (mars 2017).
De 2014 à 2018, il a enseigné à l'Ecole du Louvre en qualité de titulaire de la chaire d'histoire de l'art de la fin du XIXe siècle et du début du XXe siècle.

## Expositions
- L'Impressionnisme et la mode, Paris, musée d'Orsay, 2012
- Gallen Kallela, Paris, musée d'Orsay, 2011
- Art Nouveau Revival, Paris, musée d'Orsay, 2009
- La donation Rispal, Paris, musée d'Orsay, 2006
- Gallé, La Main aux algues et aux coquillages, Paris, musée d'Orsay, 2004
- 1900, Paris, Galeries nationales du Grand Palais, 2000
- Robert de Montesquiou ou l'art de paraitre, Paris, musée d'Orsay, 1999
- L'École de Nancy, 1889-1909, Nancy, galeries Poirel, 1999
- La Lettre Art Nouveau en France, Paris, musée d'Orsay, 1995
- Guimard, Paris, musée d'Orsay, 1992
- Art, industrie et japonisme : le service Rousseau, Paris, musée d'Orsay, 1988
- Gallé, Paris, musée du Luxembourg, 1985

## Publications
- "A propos de deux amitiés littéraires de René Lalique : Robert de Montesquiou et Jean Lorrain" dans René Lalique, Paris, Musée des Arts décoratifs/Réunion des musées nationaux, 1991
- Philippe Thiébaut, Guimard : L’Art nouveau, Paris, Éditions Gallimard, coll. « Découvertes Gallimard / Arts » (no 136), 1992, 128 p. (ISBN 978-2-07-053194-3).
- Philippe Thiébaut, Les dessins de Gallé, Paris, Réunion des musées nationaux, 1993, 200 p.,  (ISBN 2-7118-2681-3)
- "Hector Guimard : Die Begeisterung für die Linie" dans Art Nouveau. Symbolismus und Jugendstil in Frankreich, Stuttgart, Arnoldsche, 1999.
- Philippe Thiébaut, Gaudí : Bâtisseur visionnaire, Paris, Éditions Gallimard, coll. « Découvertes Gallimard / Arts » (no 408), 2001, 128 p. (ISBN 978-2-07-076165-4).
- "Le Jugendstil : quête de la modernité ou de l'âge d'or?" in Le Culte de la jeunesse et de l'enfance en Allemagne 1870-1933, sous la direction de Marc Cluet, Presses universitaires de Rennes, 2003
- Philippe Thiébaut, Émile Gallé : Le magicien du verre, Paris, Éditions Gallimard, coll. « Découvertes Gallimard / Arts » (no 446), 2004, 128 p. (ISBN 978-2-07-030132-4).
- "L'inauguration de la Maison de l'Art Nouveau. Bing et la Belgique" in Les origines de l'Art Nouveau. La maison Bing, Van Gogh Museum, fonds Mercator/ Paris, Les Arts décoratifs, 2004.
- Philippe Thiébaut, René Lalique. Correspondance d'un bijoutier Art nouveau 1890-1908, Lausanne, Bibliothèque des arts, 2007
- Christian Debize, Dominique de Font-Réaulx, Sophie Harent, Emmanuelle Héran, Blandine Otter, Bénédicte Pasques, Jérôme Perrin, Philippe Thiébaut et Claude Tillier, Victor Prouvé (1858-1943), Paris, Éditions Gallimard, coll. « Livres d’Art », 2008, 306 p. (ISBN 978-2-07-012070-3).
- Philippe Thiébaut, Les impressionnistes et la mode, Paris, Éditions Gallimard, coll. « Découvertes Gallimard Hors série », 2012, 48 p. (ISBN 978-2-07-013807-4).
- Philippe Thiébaut, Emile et Henriette Gallé. Correspondance 1875-1904, Lausanne, Bibliothèque des arts, 2014
- Philippe Thiébaut, Pudeur : De l’usage de la feuille de vigne, Paris, Éditions de la Table Ronde, coll. « Pictum », 2014, 96 p. (ISBN 978-2-7103-7166-3)
- Philippe Thiébaut, Robert de Montesquiou. Ego Imago, Lausanne, Bibliothèque des arts, 2017
- Philippe Thiébaut, Mucha et l'Art nouveau, Paris, Le Chêne, 2018
- "Le Sedan des industries d'art parisiennes" dans Idée nationale et architecture en Europe, sous la direction de Jean-Yves Andrieux, Fabienne Chevallier et Anja Kervanto Nevanlinna, Presses universitaires de Rennes, 2019
- "High life e dandysmo" dans Boldini e la moda, cat. exp. Ferrare, Palazzo dei Diamanti, 2019.
- "München und Paris. Biomorphe Formen" dans Radikal schön. Jugendstil und Symbolismus, Berlin, Deutscher Kunstverlag, 2019.
- "L'éternel masculin et la ville, XIXe – XXIe siècle" dans Modes et vêtements. Retour aux textes, Paris, Institut national d'histoire de l'art et Musée des Arts Décoratifs, 2020.
- "Jeunes-France et Mignons Henri III" dans Revivals. L'historicisme dans les arts décoratifs français au XIXe siècle, Paris, Musée des Arts Décoratifs et Musée du Louvre, 2020
- L'élégance est toute en muscles" (Abel Léger, 1912). Aux origines de la mode masculine moderne" dans Les années 1910. Arts décoratifs, mode, design sous la direction de Jérémie Cerman, Bruxelles, Peter Lang, 2021
- "Portraits d'hommes. Artistes, bourgeois et hommes du monde" dans Boldini. Les plaisirs et les jours, cat. exp. Paris, Petit Palais, 2022
- "Baigneurs au XIXe siècle : caleçons, costumes et slips", colloque Cultures physiques & Cultures visuelles, INHA 2021 (DOI 10.4000/apparences.2780)
- "1897, une année décisive" dans "Mucha, maître de l'Art nouveau", catalogue d'exposition Aix-en-Provence, Hôtel de Caumont, Hazan 2023
- Klimt, Paris, Hazan, 2024